# Роберт III де Дрё
Роберт III Гастебле (уничтожающий хлеб) (фр. Robert III de Dreux, dit Gasteblé; 1185 — 3 марта 1234, Брен) — граф де Дрё и де Брен с 1218 года. Сын Роберта II де Дрё и Иоланды де Куси. В молодости во время охоты вытоптал пшеничное поле, откуда и получил своё прозвище.

## Биография
В 1212 году вместе со своим братом Пьером Моклерком под знаменами короля Людовика воевал с англичанами. Защищал Нант и во время одной из вылазок попал в плен. После битвы при Бувине был обменян на графа Солсбери.
Участвовал в альбигойских войнах и в осаде Авиньона (1226 год). После смерти Людовика VIII был верным сторонником регентши — Бланш Кастильской.
После смерти был похоронен в семейном некрополе в церкви аббатства Сент-Ив де Брен.

## Семья и дети
В 1210 году Роберт III женился на Аэнор, даме де Сен-Валери-сюр-Сомм (1192—1250), дочери Тома де Сен-Валери. Дети:
- Иоланда (1212—1248), с 1229 муж — Юг IV Бургундский (1213—1272)
- Жан I (1215—1249), граф де Дрё
- Роберт I (1217—1264), сеньор де Бо, виконт де Шатоден
- Пьер (1220—1250), священник